# Mozárbez
Mozárbez település Spanyolországban, Salamanca tartományban. Mozárbez Morille, San Pedro de Rozados, Aldeatejada, Miranda de Azán, Arapiles, Terradillos, Valdemierque, Martinamor és Buenavista községekkel határos. Lakosainak száma 510 fő (2024).

## Népesség
A település népessége az elmúlt években az alábbi módon változott:
| Lakosok száma | 428  | 404  | 420  | 468  | 502  | 502  | 493  | 499  | 510  | 510  |
|               | 2001 | 2004 | 2007 | 2009 | 2012 | 2014 | 2017 | 2019 | 2022 | 2024 |